# Libertas Brianza 2024-2025
Questa voce raccoglie le informazioni riguardanti la Libertas Brianza nelle competizioni ufficiali della stagione 2024-2025.

## Stagione
Nella stagione 2024-25 la Libertas Brianza assume la denominazione sponsorizzata di Campi Reali Cantù.
Partecipa per la tredicesima volta, la dodicesima consecutiva, al campionato di Serie A2 terminando la stagione al dodicesimo posto in classifica.
Dopo il termine della regular season di campionato partecipa alla Coppa Italia di Serie A2 dove viene eliminata al primo turno dalla Saturnia Acicastello.

## Organigramma societario
Area direttiva
- Presidente: Ambrogio Molteni
- Vicepresidente: Matteo Molteni
- Direttore Sportivo: Maurizio Cairoli
- Team Manager: Stefano Pozzi

Area tecnica
- Allenatore: Alessandro Mattiroli
- Allenatore in seconda: Alessio Zingoni
- Scout man: Laura Vigilante Carollo

Area comunicazione
- Addetto Stampa: Francesca Molteni
- Grafica: Linda Noseda
- Speaker: Davide Valagussa
- Designer: Giovanni Indorato
- Fotografo Ufficiale: Patrizia Tettamanti
- Telecronista: Alessandra Valtolina

Area marketing
- Responsabile commerciale: Christian Chiappella

Area sanitaria
- Medico sociale: Paolo Mascagni
- Preparatore atletico: Fabio Taiana
- Responsabile fisioterapista: Marco Pellizzoni
- Fisioterapista: Alessio Diral
- Consulente fisioterapico: Andrea Molteni

## Rosa
| N° | Nome                 | Ruolo | Data di nascita | Nazionalità sportiva |
| -- | -------------------- | ----- | --------------- | -------------------- |
| 1  | Francesco Cottarelli | P     | 16 ottobre 1996 | Italia               |
| 2  | Leonardo Caletti     | L     | 9 marzo 2000    | Italia               |
| 4  | Luca Butti           | L     | 8 dicembre 1991 | Italia               |
| 5  | Nicola Tiozzo        | S     | 26 maggio 1993  | Italia               |
| 6  | Elio Cormio          | S     | 15 giugno 1998  | Italia               |
| 7  | Luca Martinelli      | P     | 2 marzo 1998    | Italia               |
| 9  | Marco Bragatto       | C     | 30 ottobre 1997 | Italia               |
| 10 | Francesco Quagliozzi | S     | 23 marzo 2003   | Italia               |
| 11 | Andrea Galliani      | S     | 6 gennaio 1988  | Italia               |
| 12 | Nicola Candeli       | C     | 14 luglio 1993  | Italia               |
| 13 | Manuel Marzorati     | C     | 18 luglio 2001  | Italia               |
| 15 | Marco Novello        | S     | 10 ottobre 2002 | Italia               |
| 16 | Andrea Bacco         | S     | 4 marzo 2003    | Italia               |

## Mercato
| Acquisti | Acquisti             | Acquisti            | Acquisti   |
| R.       | Nome                 | da                  | Modalità   |
| -------- | -------------------- | ------------------- | ---------- |
| C        | Marco Bragatto       | San Giustino        | definitivo |
| L        | Leonardo Caletti     | Rinascita Lagonegro | definitivo |
| C        | Nicola Candeli       | Atlantide Brescia   | definitivo |
| S        | Elio Cormio          | Laghezza            | definitivo |
| P        | Francesco Cottarelli | Franco Tigano       | definitivo |
| P        | Luca Martinelli      | Gabbiano Mantova    | definitivo |
| C        | Manuel Marzorati     | Scanzorosciate      | definitivo |
| S        | Marco Novello        | Gabbiano Mantova    | definitivo |
| S        | Nicola Tiozzo        | Porto Viro          | definitivo |

| Cessioni | Cessioni           | Cessioni         | Cessioni   |
| R.       | Nome               | a                | Modalità   |
| -------- | ------------------ | ---------------- | ---------- |
| C        | Jonas Aguenier     | Sporting Lisbona | definitivo |
| S        | Kristian Gamba     | Prata            | definitivo |
| P        | Francesco Gianotti | Team Napoli      | definitivo |
| S        | Lorenzo Magliano   | Porto Viro       | definitivo |
| C        | Dario Monguzzi     | -                | ritirato   |
| S        | Giuseppe Ottaviani | Macerata         | definitivo |
| P        | Matteo Pedron      | Padova           | definitivo |
| L        | Matteo Picchio     | Milano           | definitivo |
| C        | Gianluca Rossi     | Sarroch          | definitivo |

## Risultati

### Serie A2

#### Andata
| 1ª Giornata - 6 ottobre 2024 Pala Francescucci, Casnate con Bernate    | Libertas Brianza     | 1 - 3 | Porto Viro        | 20-25, 23-25, 25-21, 23-25 |
| 2ª Giornata - 12 ottobre 2024 PalaCastagnaretta, Cuneo                 | Cuneo                | 3 - 1 | Libertas Brianza  | 25-23, 25-22, 15-25, 33-31 |
| 3ª Giornata - 20 ottobre 2024 Pala Francescucci, Casnate con Bernate   | Libertas Brianza     | 3 - 1 | Virtus Fano       | 25-22, 25-21, 26-28, 25-18 |
| 4ª Giornata - 27 ottobre 2024 PalaCatania, Catania                     | Saturnia Acicastello | 3 - 0 | Libertas Brianza  | 29-27, 25-21, 25-21        |
| 5ª Giornata - 31 ottobre 2024 Pala Francescucci, Casnate con Bernate   | Libertas Brianza     | 3 - 1 | Franco Tigano     | 23-25, 25-19, 25-17, 25-15 |
| 6ª Giornata - 3 novembre 2024 PalaPrata, Prata di Pordenone            | Prata                | 3 - 0 | Libertas Brianza  | 25-21, 25-19, 27-25        |
| 7ª Giornata - 10 novembre 2024 PalaFontescodella, Macerata             | Macerata             | 3 - 0 | Libertas Brianza  | 25-23, 25-20, 25-22        |
| 8ª Giornata - 17 novembre 2024 Pala Francescucci, Casnate con Bernate  | Libertas Brianza     | 3 - 0 | Pineto            | 25-23, 25-14, 25-18        |
| 9ª Giornata - 22 novembre 2024 PalaBigi, Reggio Emilia                 | Tricolore            | 3 - 0 | Libertas Brianza  | 25-23, 25-22, 26-24        |
| 10ª Giornata - 1º dicembre 2024 Pala Francescucci, Casnate con Bernate | Libertas Brianza     | 3 - 0 | Emma Villas       | 25-18, 28-26, 26-24        |
| 11ª Giornata - 8 dicembre 2024 PalaDeAndré, Ravenna                    | Porto Robur Costa    | 3 - 0 | Libertas Brianza  | 25-20, 30-28, 25-21        |
| 12ª Giornata - 15 dicembre 2024 PalaJacazzi, Aversa                    | Virtus Aversa        | 3 - 1 | Libertas Brianza  | 18-25, 25-21, 25-23, 25-23 |
| 13ª Giornata - 21 dicembre 2024 Pala Francescucci, Casnate con Bernate | Libertas Brianza     | 0 - 3 | Atlantide Brescia | 14-25, 36-38, 20-25        |

#### Ritorno
| 14ª Giornata - 26 dicembre 2024 Palazzetto dello Sport, Porto Viro     | Porto Viro        | 2 - 3 | Libertas Brianza     | 25-21, 31-33, 25-21, 23-25, 11-15 |
| 15ª Giornata - 29 dicembre 2024 Pala Francescucci, Casnate con Bernate | Libertas Brianza  | 3 - 0 | Cuneo                | 25-17, 28-26, 25-23               |
| 16ª Giornata - 6 gennaio 2025 PalaAllende, Fano                        | Virtus Fano       | 1 - 3 | Libertas Brianza     | 15-25, 25-12, 28-30, 23-25        |
| 17ª Giornata - 12 gennaio 2025 Pala Francescucci, Casnate con Bernate  | Libertas Brianza  | 1 - 3 | Saturnia Acicastello | 21-25, 25-18, 22-25, 23-25        |
| 18ª Giornata - 19 gennaio 2025 PalaSurace, Palmi                       | Franco Tigano     | 3 - 1 | Libertas Brianza     | 25-23, 15-25, 25-19, 30-28        |
| 19ª Giornata - 26 gennaio 2025 Pala Francescucci, Casnate con Bernate  | Libertas Brianza  | 0 - 3 | Prata                | 19-25, 23-25, 19-25               |
| 20ª Giornata - 2 febbraio 2025 Pala Francescucci, Casnate con Bernate  | Libertas Brianza  | 2 - 3 | Macerata             | 27-29, 15-25, 25-21, 25-23, 12-15 |
| 21ª Giornata - 8 febbraio 2025 Pala Santa Maria, Pineto                | Pineto            | 0 - 3 | Libertas Brianza     | 15-25, 21-25, 16-25               |
| 22ª Giornata - 16 febbraio 2025 Pala Francescucci, Casnate con Bernate | Libertas Brianza  | 3 - 0 | Tricolore            | 25-20, 25-22, 26-24               |
| 23ª Giornata - 23 febbraio 2025 PalaMensSana, Siena                    | Emma Villas       | 3 - 0 | Libertas Brianza     | 25-19, 25-21, 26-24               |
| 24ª Giornata - 2 marzo 2025 Pala Francescucci, Casnate con Bernate     | Libertas Brianza  | 2 - 3 | Porto Robur Costa    | 25-16, 23-25, 25-18, 21-25, 17-19 |
| 25ª Giornata - 9 marzo 2025 Pala Francescucci, Casnate con Bernate     | Libertas Brianza  | 1 - 3 | Virtus Aversa        | 18-25, 25-22, 26-28, 23-25        |
| 26ª Giornata - 16 marzo 2025 PalaSanFilippo, Brescia                   | Atlantide Brescia | 3 - 0 | Libertas Brianza     | 25-12, 25-23, 25-22               |

### Coppa Italia di Serie A2
| Ottavi di finale (gara 1) - 5 aprile 2025 PalaCatania, Catania                    | Saturnia Acicastello | 3 - 2 | Libertas Brianza     | 25-18, 25-23, 23-25, 19-25, 15-12 |
| Ottavi di finale (gara 2) - 12 aprile 2025 Pala Francescucci, Casnate con Bernate | Libertas Brianza     | 0 - 3 | Saturnia Acicastello | 24-26, 23-25, 21-25               |

## Statistiche

### Statistiche di squadra
| Competizione             | Punti | In casa | In casa | In casa | In trasferta | In trasferta | In trasferta | Totale | Totale | Totale |
| Competizione             | Punti | G       | V       | P       | G            | V            | P            | G      | V      | P      |
| ------------------------ | ----- | ------- | ------- | ------- | ------------ | ------------ | ------------ | ------ | ------ | ------ |
| Serie A2                 | 28    | 13      | 6       | 7       | 13           | 3            | 10           | 26     | 9      | 17     |
| Coppa Italia di Serie A2 |       | 1       | 0       | 1       | 1            | 0            | 1            | 2      | 0      | 2      |
| Totale                   | -     | 14      | 6       | 8       | 14           | 3            | 11           | 28     | 9      | 19     |

G = partite giocate; V = partite vinte; P = partite perse 

### Statistiche dei giocatori
| Giocatore     | Serie A2 | Serie A2 | Serie A2 | Serie A2 | Serie A2 | Coppa Italia di Serie A2 | Coppa Italia di Serie A2 | Coppa Italia di Serie A2 | Coppa Italia di Serie A2 | Coppa Italia di Serie A2 | Totale | Totale | Totale | Totale | Totale |
| Giocatore     | P        | PT       | AV       | MV       | BV       | P                        | PT                       | AV                       | MV                       | BV                       | P      | PT     | AV     | MV     | BV     |
| ------------- | -------- | -------- | -------- | -------- | -------- | ------------------------ | ------------------------ | ------------------------ | ------------------------ | ------------------------ | ------ | ------ | ------ | ------ | ------ |
| A. Bacco      | 22       | 123      | 106      | 6        | 11       | 0                        | 0                        | 0                        | 0                        | 0                        | 22     | 123    | 106    | 6      | 11     |
| M. Bragatto   | 26       | 184      | 128      | 53       | 3        | 2                        | 12                       | 8                        | 4                        | 0                        | 28     | 196    | 136    | 57     | 3      |
| L. Butti      | 26       | 0        | 0        | 0        | 0        | 0                        | 0                        | 0                        | 0                        | 0                        | 26     | 0      | 0      | 0      | 0      |
| L. Caletti    | 8        | 0        | 0        | 0        | 0        | 2                        | 0                        | 0                        | 0                        | 0                        | 10     | 0      | 0      | 0      | 0      |
| N. Candeli    | 26       | 179      | 131      | 36       | 12       | 1                        | 3                        | 3                        | 0                        | 0                        | 27     | 182    | 134    | 36     | 12     |
| E. Cormio     | 11       | 13       | 11       | 0        | 2        | 2                        | 13                       | 9                        | 1                        | 3                        | 13     | 26     | 20     | 1      | 5      |
| F. Cottarelli | 22       | 20       | 8        | 8        | 4        | 2                        | 5                        | 4                        | 0                        | 1                        | 24     | 25     | 12     | 8      | 5      |
| A. Galliani   | 20       | 151      | 125      | 17       | 9        | 2                        | 35                       | 27                       | 7                        | 1                        | 22     | 186    | 152    | 24     | 10     |
| L. Martinelli | 26       | 18       | 8        | 8        | 2        | 0                        | 0                        | 0                        | 0                        | 0                        | 26     | 18     | 8      | 8      | 2      |
| M. Marzorati  | 9        | 6        | 5        | 0        | 1        | 2                        | 8                        | 5                        | 3                        | 0                        | 11     | 14     | 10     | 3      | 1      |
| M. Novello    | 26       | 482      | 405      | 39       | 38       | 1                        | 11                       | 9                        | 1                        | 1                        | 27     | 493    | 414    | 40     | 39     |
| F. Quagliozzi | 10       | 8        | 6        | 1        | 1        | 2                        | 26                       | 20                       | 1                        | 5                        | 12     | 34     | 26     | 2      | 6      |
| N. Tiozzo     | 26       | 328      | 279      | 27       | 22       | 1                        | 10                       | 9                        | 0                        | 1                        | 27     | 338    | 288    | 27     | 23     |

P = presenze; PT = punti totali; AV = attacchi vincenti; MV = muri vincenti; BV = battute vincenti